# Honda Freed
Honda Freed — 5/8-местный компактвэн, производимый японской компанией Honda с 2008 года. В модельном ряду автомобиль заменил Honda Mobilio. Freed основан на платформе Honda Fit, который, в свою очередь, основан на платформе «Honda Global Small Car». Доступны разные версии автомобиля: 7-местная (3 ряда сидений), 8-местная (где третий ряд имеет не 2, а 3 ремня безопасности), 5-местная (2 ряда сидений), 6 и 7 местная с двумя "капитанскими" (отдельными) креслами на втором ряду вместо "дивана". Кроме того, существует версия для инвалидов, у которой переднее или заднее пассажирские кресла выдвигаются вбок. Задние боковые двери автомобиля сдвигаются назад, такое решение можно часто найти у компактвэнов. Базовая цена Freed — 2 226 000 иен (20 700$).

## Появление
21 марта 2009 года начались продажи Freed в Индонезии, спустя некоторое время автомобиль появился в Японии, причём там Freed весьма быстро снискал популярность — за апрель 2009 года автомобиль успел побывать в десятке самых продаваемых автомобилей Японии, находясь там на 8 месте с результатом в 4591 автомобиль. Собирается автомобиль на фабрике в Каравэн, Западная Ява и экспортируется в другие страны Юго-Восточной Азии. На индонезийском рынке автомобиль доступен в 6-местной версии с 5-ступенчатой АКПП, в то время как на японском рынке продаются автомобили с CVT.
22 апреля 2010 года начались продажи компактвэна в Малайзии. Она стала пятой страной, в которой продаётся автомобиль (после Индонезии, Японии, Таиланда и Сингапура).
23 января 2011 года Freed официально появился в Гонконге. Автомобиль поставляется из Японии и имеет 6-местную конфигурацию сидений.
Обновлённая версия Freed появилась на японском рынке 28 октября 2011 года. За первые две недели было продано около 20000 автомобилей, причём 63% из них — гибридные версии.

## Двигатели и трансмиссия
На Freed доступен только 1 двигатель — полуторалитровый бензиновый атмосферный агрегат, развивающий 118 лошадиных сил. Похожий двигатель ставится на Honda Fit/City, однако, в отличие от них, мотор Freed развивает больший крутящий момент (148 против 145), но меньшее количество лошадиных сил (118 против 120). В качестве трансмиссии используется 5-ступенчатая автоматическая коробка передач, либо бесступенчатый CVT.
В сентябре 2009 года Honda была объявлена гибридная версия автомобиля, которая доступна с 2011 года.
- Размерность колёс — 185/70 R14
- Диаметр колёсного диска — 14 х 5.5J
- Передняя подвеска — независимая, типа MacPherson
- Задняя подвеска — торсионная балка
- Рулевое управление — реечное (с электроусилителем)
- Диаметр разворота — 5,2
- Передние тормоза — дисковые, вентилируемые (размер — 294x26)
- Задние тормоза — барабанные, с сервоусилителем и ABS

## Оснащение
Автомобиль из опций имеет кондиционер, радио и CD-плеер, систему навигации и ЖК-дисплей, парковочную камеру и камеру заднего вида, круиз-контроль и пр. Особенно из удобств выделяется автоматическая система оплаты платных дорог и система оповещения о пробках. Из систем безопасности автомобиля Freed имеет противоугонную систему и сигнализацию (опция), ABS, ESP, противобуксовочную систему и 2 передние подушки безопасности; ещё 2 (боковая и боковая шторка) предлагаются как опции. Автомобиль также может оснащаться системой «старт-стоп» и кнопкой запуска двигателя.

## Второе поколение
В сентябре 2016 года в Японии начались продажи 2-го поколения минивэнов Honda Freed. Автомобиль оснащается бензиновым мотором объёмом 1,5 литра (131 л. с.), работающим в паре с вариатором.
В 2019 году Honda Freed потерпела небольшую модернизацию. Добавлена модификация Crosstar с «внедорожным» оформлением. Она включает пластиковые накладки на бамперах и порогах, другую решётку радиатора, рейлинги на крыше и серебристые корпусы зеркал.

## Honda Freed Spike
Первое поколение Honda Freed Spike производилось с 2010 по 2014 год. Freed Spike имеет несколько иной экстерьер и интерьер. Главной особенностью является то, что Spike ориентирован на перевозку груза в задней части, в отличие от обычной версии, которая может перевести большее количество пассажиров. В 2011 году произошёл рестайлинг модели. Добавлены опции: кондиционер, электростеклоподъёмники, регулировка рулевой колонки по высоте. В базовой гибридной модели появляется климат-контроль и электропривод задней двери с пассажирской стороны. В 2014 году произошёл второй рестайлинг модели. Поменялась решётка радиатора и бампер. В серии появляется новый цвет кузова – лиловый перламутр. Серийное производство завершено в сентябре 2016 года. 
- Honda Freed Spike
- Интерьер
- Интерьер гибрида Freed Spike
- Вид сзади
- Вид сзади Freed Spike